# Peter Práznovský
Peter Práznovský (* 17. března 1978) je slovenský basketbalista hrající českou Národní basketbalovou ligu za Brněnský basketbalový klub. Hraje na pozici pivota. Je vysoký 206 cm, váží 116 kg.

## Basketbalová Kariéra
- 1996–1998 : Weatherford College – USA
- 1998–2000 : Tarleton State University – USA
- 2000–2001 : Salo Vilpas – Finland
- 2001–2002 : Gent United – Belgium
- 2002–2003 : TBB Trier – Germany
- 2002–2003 : St.Polten – Austria
- 2003–2004 : Eger – Hungary (champion of Hungary)
- 2004–2005 : Mons Hainaut – Belgium
- 2005–2006 : Houseři Brno – Czech Republic
- 2006–2007 : Brněnský basketbalový klub – Czech Republic
- 2007–2008 : ESO Lučenec – Slovakia (Extraleague)
- 2008–2009 : Chemosvit Poprad – Slovakia (Extraleague)
- 2009–2010 : BK Nitra – Slovakia (Extraleague)
- 2009–2010 : Petrzalka – Slovakia (1st League) (champion of Slovakia – 1st league)
- 2010–2011 : SKP Bratislava – Slovakia (1st League)

## Statistiky
| Sezóna   | Soutěž      | Odehrané minuty | Průměr na zápas | Body | Průměr na zápas |
| -------- | ----------- | --------------- | --------------- | ---- | --------------- |
| 2005/06  | Mattoni NBL | 645.1           | 32.3            | 293  | 14.7            |
| 2006/07* | Mattoni NBL | 525.0           | 27.6            | 192  | 10.1            |

*Rozehraná sezóna – údaje k 20.1.2007